# Peter Laurence
Peter B. Laurence (ur. 11 grudnia 1931) – kenijski strzelec, olimpijczyk.
Brał udział w Letnich Igrzyskach Olimpijskich 1972 (Monachium). Startował w jednej konkurencji, w której zajął 58. miejsce.
Laurence wystartował w dwóch konkurencjach na Igrzyskach Imperium Brytyjskiego i Wspólnoty Brytyjskiej 1966. W obu uplasował się na 14. miejscu (a startował w konkurencji pistoletu centralnego zapłonu i w zawodach pistoletu dowolnego z 50 metrów).

## Wyniki olimpijskie
| Igrzyska | Konkurencja                   | Wynik                    | Miejsce |
| -------- | ----------------------------- | ------------------------ | ------- |
| IO 1972  | Pistolet szybkostrzelny, 50 m | 533 punkty (189-172-172) | 58.     |